# 伊藤就安
伊藤 就安（いとう なりやす）は、安土桃山時代から江戸時代前期にかけての武将。石見吉見氏の家臣で、後に毛利氏家臣・長州藩士となる。父は伊藤頼時。

## 生涯

### 吉見氏家臣時代
天正7年（1579年）、吉見氏家臣の伊藤頼時の次男として生まれる。
天正10年（1582年）または天正12年（1584年）、父・頼時は遺恨から実父方の一族である須子某を討ち果たしたが、相討ちとなって頼時も死去した。これによって、兄の元利が後を継いだ。
天正20年（1592年）から始まる文禄の役では、兄の元利と共に吉見元頼に従って毛利元康の軍に属し朝鮮に渡海した。文禄2年（1593年）2月12日の幸州山城の戦いで兄と共に武功を立てる。
慶長5年（1600年）の関ヶ原の戦いの後に毛利氏は周防国と長門国の2ヶ国に減封された。これに伴って吉見氏も石見国津和野を離れることとなり、就安も従った。慶長9年（1604年）には吉見広行が毛利氏を出奔したため、隠居していた広行の父・吉見広頼が吉見氏当主を代行することとなる。

### 長州藩士時代
慶長14年（1609年）12月、元利が毛利輝元によって毛利氏に召し出されて御使番役を任され、知行300石と「彦右衛門尉」の官途名を与えられた。慶長17年（1612年）には就安も召し出されて知行を与えられ、別家を興す。
その後、就安は毛利秀就、綱広の2代に仕え、万治3年（1660年）6月30日に死去。享年82。兄・元利の次男で就安の養子となった就起が後を継いだ。